# Dieter Schwarz
Dieter Schwarz (* 24. September 1939 in Heilbronn) ist ein deutscher Unternehmensgründer der Schwarz-Gruppe (Kaufland/Lidl).

## Leben und Ausbildung

Lidl & Co. Südfrüchtenhandlung in der Sülmerstraße 54 in Heilbronn (um 1905)

Beteiligungen innerhalb der Schwarz-Gruppe

Schwarz ist Sohn von Josef Schwarz (1903–1977), der 1930 als persönlich haftender Gesellschafter (Komplementär) in die Heilbronner Lidl & Co. Südfrüchtenhandlung eintrat. Das Unternehmen wurde in Lidl & Schwarz KG umbenannt und zügig zu einer Lebensmittelgroßhandlung für die Region Heilbronn-Franken ausgebaut.
Nach seinem Abitur absolvierte Dieter Schwarz von 1958 bis 1960 eine kaufmännische Ausbildung bei der Lidl & Schwarz KG, die zu diesem Zeitpunkt von seinem Vater als alleinigem Geschäftsführer geleitet wurde. 1963 wurde der Sohn persönlich haftender Gesellschafter der Lidl & Schwarz KG.
Schwarz ist seit 1963 mit Franziska Schwarz (geb. Weipert) verheiratet. Das Ehepaar Schwarz hat zwei Töchter, Regine Schwarz (* 1965) und Monika verh. Römer. Dieter Schwarz ist Mitglied in einer evangelisch-freikirchlichen Gemeinde.
Das Wirtschaftsmagazin Bilanz schätzte im September 2019 das Gesamtvermögen von Dieter Schwarz auf ca. 41,5 Milliarden Euro. Laut dem Bloomberg Billionaires Index belegte er mit Stand 19. Mai 2021 und einem geschätzten Vermögen von 28 Milliarden US-Dollar den 56. Platz auf der Rangliste der reichsten Menschen der Welt. Er galt eine Zeitlang nach unterschiedlichsten Vermögensschätzungen als die reichste Einzelperson in Deutschland. Das Magazin Forbes schätzte 2023 das Vermögen von Dieter Schwarz auf 39,2 Milliarden US-Dollar, womit er auf Platz 1 in der Liste der reichsten Deutschen stünde.
Von Schwarz existieren in den Medien keine Filmaufnahmen und nur wenige Fotos. Er gilt als extrem öffentlichkeitsscheu, verschleiert seine Identität und lehnt alle Arten von Interviews ab.
Schwarz engagiert sich vor allem in seiner Heimatstadt Heilbronn als Mäzen und ist seit 2007 deren Ehrenbürger. Er möchte seine Heimatstadt zur Modellstadt weiterentwickeln, die vor allem in ihrem Forschungs- und Bildungswesen führend ist bzw. modernstes Unternehmertum und Internationalität vorweisen kann. Dabei agiere er laut dem Bundestagsabgeordneten Marcel Bauer (Linke) am "Gemeinderat und der Bevölkerung" Heilbronns bei der Neuordnung der Innenstadt vorbei.

## Gründung des Discounterkonzerns Lidl (1973)
1973 eröffnete Dieter Schwarz seinen ersten Discountermarkt in Ludwigshafen am Rhein in der Mundenheimer Straße. Weil er den Namen Lidl aus rechtlichen Gründen nicht ohne Weiteres übernehmen konnte und um das Wortspiel „Schwarzmarkt“ zu vermeiden, sicherte er sich rechtlich ab, indem er dem pensionierten Berufsschullehrer und Kunstmaler Ludwig Lidl für 1000 DM die Namensrechte abkaufte. Nach der Expansion Lidls innerhalb Deutschlands begann ab 1988 der Markteintritt Lidls in weiteren Teilen Europas.
2022 gab es in Europa und den USA rund 12.000 Lidl-Filialen; damit ist Lidl nach der Anzahl der Filialen der größte Discounter-Konzern der Welt.

## Gründung der Supermarktkette Kaufland (1984)
1968 eröffnete Dieter Schwarz mit seinem Vater den ersten Supermarkt unter dem Namen Handelshof im schwäbischen Backnang. 1984 eröffnete in Neckarsulm der erste Supermarkt unter dem damals neuen Namen Kaufland. Alle Handelshof-Supermärkte wurden in Kaufland-Supermärkte umbenannt. Nach der Wende in der DDR 1989/90 expandierte Kaufland massiv in die ostdeutschen Bundesländer. Hier erfolgte anfangs der Auftritt teilweise als Handelshof (z. B. in Freiberg/Sa, Leipziger Str.). Der erste ostdeutsche Kaufland-Supermarkt wurde 1990 in Meißen eingerichtet. Heute ist Kaufland im Supermarktsegment Marktführer in den neuen Bundesländern. 1998 wurde in Kladno in Tschechien die erste Kaufland-Filiale im Ausland eröffnet. Weitere Filialen betreibt Kaufland in den mittel- und osteuropäischen Ländern.
In Europa gibt es aktuell (2020) über 1470 Kaufland-Supermärkte.

## Alleiniger Inhaber der Schwarz-Gruppe (1977 bis 2004)
Als Josef Schwarz 1977 im Alter von 74 Jahren starb, übernahm Dieter Schwarz die Lebensmittelgroßhandlung Lidl & Schwarz KG. Zu diesem Zeitpunkt verfügte Dieter Schwarz bereits über 30 Lidl-Filialen. 1976 wurde Klaus Gehrig Geschäftsführer unter Dieter Schwarz. Die Unternehmens-Aktivitäten wurden in den Bereich der Discountmärkte (Kleinflächen) unter dem Namen Lidl sowie in den Bereich der Vollsortimenter (Großflächen) Kaufland aufgeteilt. Mit dem Rückzug aus der Unternehmensleitung übertrug Dieter Schwarz seinen Anteil steuersparend auf die Dieter-Schwarz-Stiftung, deren Zweck unter anderem die Förderung von Wissenschaft und Forschung, Kunst und Kultur ist, beispielsweise der Heilbronner Experimenta.
Nach Schwarz’ Rückzug 2004 war Klaus Gehrig bis Anfang Juli 2021 alleiniger Komplementär der Schwarz Unternehmenstreuhand KG und damit Leiter der Schwarz-Gruppe.
Die beiden Töchter sind inzwischen im Unternehmen aktiv und werden, Stand 2021, künftig Führungsaufgaben übernehmen.
Die Schwarz-Gruppe ist (Stand: 2020) nach Jahresumsatz der größte Handelskonzern Europas und beschäftigt ca. 429.000 Mitarbeiter.

## Rückkehr an die Unternehmensspitze (2021)
Nach dem Ausscheiden von Klaus Gehrig Anfang Juli 2021 übernahm Dieter Schwarz kurzzeitig wieder die Unternehmensleitung bis Anfang Dezember 2021 und übergab sie dann an den vorherigen Lidl-Chef Gerd Chrzanowski.